# Abdülhak Hamit Tarhan
Abdülhak Hamit Tarhan (2 de febrer de 1852-1937) fou un poeta i home d'estat otomà i turc. Els seus càrrecs polítics més rellevants foren cònsol a Poti (Rússia, avui Geòrgia), Golos (Grècia) i Bombai, secretari d'ambaixada a Londres (1885) i ambaixador a Brussel·les (1908); fou també membre del senat fins al 1918 i membre de l'assemblea nacional el 1928.
Les seves obres són nombroses. El seu poema més conegut és Makber (La Tomba). Va influir notablement sobre la poesia turca.